# Фегервар АВ19
«Фегервар АВ19» (угор. Fehérvár AV19) — хокейний клуб з Секешфегервара, Угорщина. Заснований у 1960 році.

## Історичні назви
- 1960 – Будапешт Волан СК
- 1977 – Секешфегервар Волан СК
- 1984 – Альба Волан Секешфегервар
- 1998 – Альба Волан-Ріцеланд
- 2000 – Альба Волан-ФеВіта
- 2005 – Альба Волан Секешфегервар
- 2009 – Сапа Фегервар АВ19
- 2014 – Фегервар АВ19

## Історія
Спортивний клуб «Будапешт Волан» засновано у 1960 році. У 1964–65 команда виступала на відкритому повітрі, через 10 років створено професійну хокейну команду. У 1977 році відкрито нову штучну ковзанку. На той момент тільки Будапешт та Дунауйварош мали придатну структуру для хокею. Свій перший сезон в угорському чемпіонаті «Секешфегервар Волан» провів у сезоні 1977–78. Через три сезони клуб вперше став чемпіоном країни.
На рубежі тисячоліть «Альба Волан» став провідною командою в країні. Клуб виграв дванадцять чемпіонських титулів Угорщини поспіль. У цей період керівництво угорської команди переконало Австрійську хокейну лігу про включення клубу до цих змагань. Дебют у сезоні 2007–08 став для угорців провальним за підсумками регулярного сезону вони посіли останнє місце. Компенсацієїю для угорців стало перше місце в дивізіоні IA та повернення до Топ-дивізіону чемпіонату світу після семидесятирічної перерви.
З 2012 року в чемпіонаті Угорщини брала участь молодіжна команда «Фегервар АВ19» але і вона згодом почала брати участь в молодіжній лізі Ерсте Банку, продовжуючи змагатись за Кубок Угорщини.
У сезоні 2018–19 вперше вийшов до плей-оф, де поступився австрійському клубу «Ред Булл» (Зальцбург).

## Досягнення
Чемпіонат Угорщини:
- Чемпіон (13) : 1981, 1999, 2001, 2003, 2004, 2005, 2006, 2007, 2008, 2009, 2010, 2011, 2012

Інтерліга:
- Переможець (2): 2003, 2007

Континентальний кубок:
- Третє місце (1) : 2005

## Закріплені номери
- 19 Габор Очкаї
- 24 Крістіан Палькович
- 25 Балаж Канд'яль